# Vlag van Zuid-Afrika (1928-1994)
De vlag van Zuid-Afrika (1928-1994) is een historische vlag van de Unie van Zuid-Afrika en later de Republiek van Zuid-Afrika. Na de vrijlating van Nelson Mandela en de afschaffing van de apartheid is deze in 1994 vervangen voor de huidige vlag van Zuid-Afrika.

## Geschiedenis

De handelsvlag en de facto vlag van Zuid-Afrika tussen 1910 en 1928

Na de Tweede Boerenoorlog van 1899 tot 1902 en de stichting van de Unie van Zuid-Afrika in 1910 werd de Britse vlag de vlag van Zuid-Afrika. Voor gebruik op zee werden er blauwe en rode Britse vaandels ontworpen. Deze waren niet bedoeld als nationale vlag, maar als handelsvlag en dienstvlag ter zee. In werkelijkheid werd vooral de rode variant als nationale vlag beschouwd.

In 1925 kwam in het parlement een wet aan de orde die de komst van een eigen nationale vlag moest voorbereiden. Dit leidde gedurende drie jaar tot grote spanningen, omdat de Britten niet wilden dat de Boeren de Britse symbolen zouden afzweren. Eind 1927 werd alsnog een compromis bereikt en werd een nieuwe vlag aangenomen. Deze werd voor het eerst gehesen op 31 mei 1928. In 1982 werd het blauw op de vlag van tint veranderd, dit bleef zo tot de uitgebruikstelling van de vlag in 1994.

?Nationale vlag van 1928 tot 1982
?Nationale vlag van 1982 tot 1994
?Vlag van Zuid-Afrika zonder de Union Jack, gebruikt door de Afrikaner Weerstandsbeweging en de aan de AWB gelieerde Kommandokorps

## Beschrijving
De vlag was gebaseerd op de Prinsenvlag, de oranje-wit-blauwe Nederlandse driekleur die Jan van Riebeeck gebruikt bij de stichting van de kolonie. De Vereenigde Oostindische Compagnie gebruikte een dergelijke vlag (met het VOC-logo in het midden). 

In de Zuid-Afrikaanse vlag van 1928 werden drie kleine vlaggen in het midden van de witte baan geplaatst: de Britse vlag (gespiegeld), de Vierkleur van Oranje-Vrijstaat (gespiegeld en gekanteld) en de Vierkleur van Transvaal.

?Prinsenvlag (Achtergrond)
?Vlag van het Verenigd Koninkrijk, moet gespiegeld weergegeven worden op de vlag (Linkse vlag)
?Vlag van Oranje Vrijstaat (Middelste vlag)
?Transversaalvlag, of vlag van de Zuid-Afrikaansche Republiek (Rechtse vlag)

De keuze voor de Prinsenvlag als basis was een compromis, omdat het de eerste vlag op Zuid-Afrikaanse bodem was en omdat het een politiek neutrale vlag was. Het was immers van geen enkel ander land de nationale vlag. Een ander aspect aan het compromis was dat de Britse vlag óók de officiële vlag zou blijven. Zuid-Afrika was het enige land in de wereld met twee nationale vlaggen. Deze situatie veranderde in 1957, toen de Union Flag haar status als nationale vlag verloor. Eerder, in 1951, verloor het rode vaandel uit 1910 zijn status als handelsvlag.
Na een referendum werd Zuid-Afrika op 31 mei 1961 een republiek, maar het land veranderde niet van vlag, hoewel er druk was om de Britse vlag uit de middelste baan te halen.

## Link metApartheid
Ondanks de oorsprong van de vlag en de goedkeuring 20 jaar voordat de Nasionale Party aan de macht kwam, wordt de vlag vooral geassocieerd met het apartheidstijdperk. Bewegingen als de Black Sash en Umkhonto we Sizwe protesteerden tegen de vlag met hun eigen symbolen. De vlag werd ook in het openbaar verbrand tijdens anti-apartheidsprotesten.
Nadat Frederik Willem de Klerk in 1989 staatspresident werd, ontbond hij onmiddellijk het ANC en liet hij hun leider Nelson Mandela op 11 februari 1990 vrij. De Klerk begon onderhandelingen met Mandela's ANC en andere organisaties om een einde te maken aan de apartheid. Een van de voorwaarden van het ANC was dat het publieke gebruik van de vlag geleidelijk zou afnemen, aangezien veel zwarte Zuid-Afrikanen de vlag associeerden met apartheid en Afrikaner nationalisme.
De onderhandelingen leidden tot het Zuid-Afrikaanse referendum in 1992 waarin de kiezers het einde van de apartheid steunden. Dit referendum leidde ertoe dat de International Rugby Board de Springboks toestond om weer wedstrijden te spelen. Het ANC stemde hiermee in op voorwaarde dat de toenmalige Zuid-Afrikaanse vlag niet zou worden gebruikt. Vóór de wedstrijd tegen de All Blacks deelde de Conservatieve Partij vele vlaggen uit aan het grotendeels blanke publiek als symbool van verzet tegen het ANC. Tijdens de Olympische Zomerspelen van 1992 in Barcelona nam het Zuid-Afrikaanse team deel onder een speciaal ontworpen vlag van de Zuid-Afrikaanse Sportfederatie en het Olympisch Comité, hoewel blanke Zuid-Afrikaanse toeschouwers de toenmalige nationale vlag gebruikten, ondanks pogingen van ambtenaren om dit te stoppen. Tijdens de Cricket World Cup 1992, de eerste voor de Proteas, en Zuid-Afrika's eerste deelname aan een internationaal toernooi na het einde van de sportboycot, streden ze nog steeds onder de oude Zuid-Afrikaanse vlag.
De Klerk kondigde op 20 april 1994, zeven dagen voor de Zuid-Afrikaanse algemene verkiezingen op 27 april 1994, publiekelijk aan dat de oude vlag zou worden vervangen. Toen de oude vlag voor de laatste keer werd gehesen bij het parlementsgebouw in Kaapstad, riepen de toeschouwers instemmend met de verwijdering: "Down, down!".

## Verbod
Na de afschaffing van de vlag werd het door sommige blanke Zuid-Afrikanen beschouwd als een symbool van Afrikaner erfgoed en geschiedenis. Veel Zuid-Afrikanen beschouwen het nog steeds als een symbool van apartheid en raden het gebruik ervan ten zeerste af. Ondanks de negatieve toezeggingen werd het na 1994 nooit verboden door de Zuid-Afrikaanse regering en het recht om het in Zuid-Afrika te tonen was tot 2019 krachtens de grondwet van Zuid-Afrika als een uiting van de vrijheid van meningsuiting beschermd. In de 21e eeuw wordt het gebruik van de oude Zuid-Afrikaanse vlag binnen en buiten Zuid-Afrika vooral beschouwd als een symbool van blanke suprematie. Een bijzonder besef hiervan volgde op het bloedbad van Afro-Amerikaanse kerkleden in een kerk in Charleston, South Carolina, in 2015, zoals de dader Dylann Roof eerder voorstelde met een jas met deze vlag en de vlag van Rhodesië erop. Deze associatie met apartheid en racisme heeft vaak geleid tot pleidooien om de vlaggen met hun historische context uit de publiciteit te halen. Een voorbeeld hiervan is Cooma, New South Wales, Australië, waar het wordt tentoongesteld om Zuid-Afrikaanse arbeiders in het Snowy Mountains-plan te herdenken, samen met de Canadese rode vlag, de 49-sterrenvlag van de VS en andere vlaggen in 1959 toen de laan werd ingehuldigd.
De vlag werd ook na 1994 gebruikt als teken van protest. In 2005 werd een standbeeld van koning Makhado in Louis Trichardt vernield met de kleuren van de vlag als protest tegen een voorstel om de naam van de stad te veranderen in Makhado. In de 21e eeuw begonnen sommige Zuid-Afrikanen de vlag te gebruiken als protest tegen, zoals zij het zien, het falen van het ANC om Zuid-Afrika als een democratie te regeren.

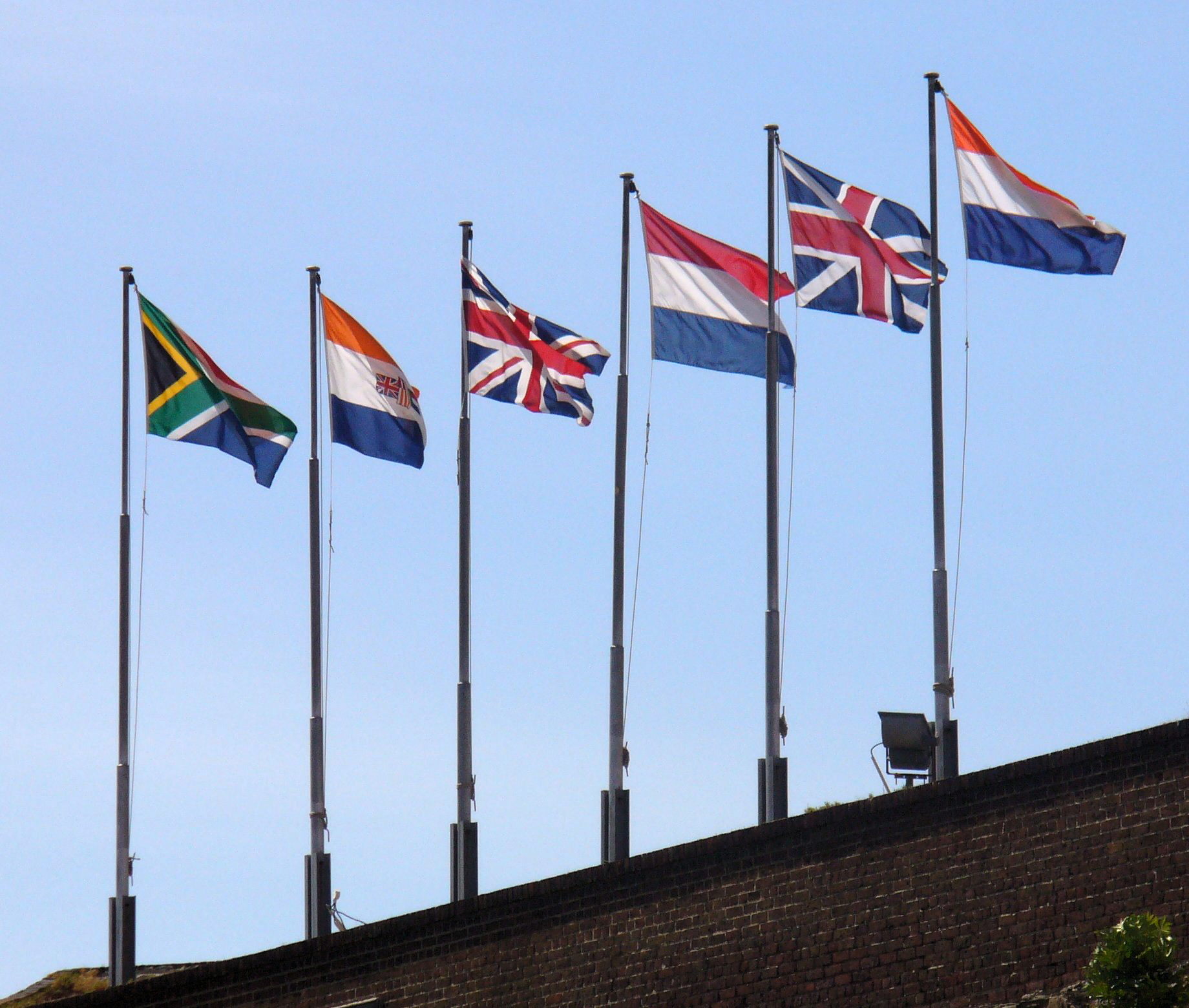
Historische Zuid-Afrikaanse vlaggen, Kasteel de Goede Hoop. Situatie in 2006, voor het weghalen van de vlaggen.

Bij het Kasteel de Goede Hoop in Kaapstad wapperde de vlag naast de Union Jack, de vlag van Nederland en de huidige Zuid-Afrikaanse vlag om te verwijzen naar de strijdkrachten die Zuid-Afrika al geregeerd hebben. In 1994 werd afgesproken dat ze als historisch referentiepunt op het kasteel zouden blijven staan. In 2012, na klachten van ANC-parlementslid Nomfunelo Mabedla, werden alle vlaggen behalve de huidige vlag van Zuid-Afrika verwijderd en in het museum van het kasteel geplaatst. De vlag wordt ook verzameld in een aantal andere musea in Zuid-Afrika, waaronder het South African Navy Museum in Simon's Town.
De vlag werd in augustus 2019 illegaal verklaard voor openbaar gebruik, toen het Equality Court de weergave ervan classificeerde als haatzaaiende uitlatingen, met zware straffen. Uitzonderingen werden gemaakt voor academische, journalistieke en artistieke expressie. Rechter Phineas Mojapelo verklaarde dat “een vertoning [van de apartheidsvlag] destructief is voor onze opkomende niet-raciale democratie... het is een belediging voor de geest en waarden van botho / ubuntu, dat een teken is geworden van beschaafde interactie in de Zuid-Afrika na apartheid".
Biafra · Goosen · Graaff-Reinet · Britse Kaapkolonie · Katanga · Klein Vrystaat · Republiek Kliprivier · Republiek Lydenburg · Natal · Republiek Natalia · Nieuwe Republiek · Oranje Vrijstaat · Oranjerivierkolonie · Oost-Griekwaland · Ottomaanse Rijk · Rif-Republiek · Republiek Stellaland · Swellendam · Tanganyika · Transvaalkolonie · Republiek Utrecht · Verenigde Staten van Stellaland · Zaïre · Zuid-Afrikaansche Republiek · Zuid-Afrika (1928-1994) · Mijnstaat Zuid-Kasaï